# 韩明 (1911年)
韩明（1911年10月—1982年3月24日），又名韩道明，男，山西沁县人，中华人民共和国政治人物，曾任中共青海省委常委，青海省人民政府副省长，青海大学校长，青海省人大常委会副主任。
1935年毕业于山西大学政治系，同年入日本明治大学经济系学习。
1937年回国参加八路军。1938年加入中国共产党。曾任冀鲁豫军区政治部敌工部副部长、军区后勤部政委，中原野战军第6纵队旅政委。参加过挺进大别山、淮海战役等。
中华人民共和国建立后，历任中共江津地委书记、西南行政委员会高等教育局局长、高等教育部司长、中共青海省委常委、青海省副省长兼青海大学校长、青海省第五届人大常委会副主任、山西省政协副主席。